# Maria João da Rocha Afonso
Maria João da Rocha Afonso (1958-2020) tradutora, professora e dramaturga portuguesa, reconhecida no meio teatral português, trabalhou com vários encenadores e artistas, entre eles: Diogo Infante, Carlos Avilez, João Perry, Gonçalo Carvalho e Marco Medeiros.

## Percurso
Maria João da Rocha Afonso nasceu em 1958 e morreu em 2020 em Lisboa. 
Era licenciada em Línguas e Literatura modernas e possuía um mestrado em cultura inglesa. Deu aulas em várias escolas de teatro, entre elas, a Escola Profissional de Teatro de Cascais (EPTC) e o Teatro da Comuna, e foi professora na Faculdade de Ciências Sociais e Humanas. 
Foi investigadora do CETAPS (Centro de Estudos Ingleses, Anglo-portugueses e Tradução) da Faculdade de Letras do Porto, escreveu vários artigos sobre assuntos anglo-portugueses, sobre tradução de textos teatrais e Shakespeare. 
Frequentou vários formações promovidas pela Royal Shakespeare Company e o o Shakespeare Institute em Stratford-upon-Avon sobre as peças teatrais de William Shakespeare. 
A sua estreia no teatro foi como tradutora e dramaturga em 1987, na peça Hamlet, encenada no Acarte por Carlos Avilez. Até morrer em 2020 colaborou com vários encenadores e artistas portugueses, entre eles encontram-se: Juvenal Garcês, Celso Cleto, João Mota, Carlos Avilez,  João Perry,  Richard Cottrell,  Diogo Infante, Natalia Luiza, Gonçalo Carvalho, Maria Camões. 
Em 2012 integrou como tradutora e dramaturga a companhia Palco Treze que tem como director artístico e encenador Marco Medeiros. 
Envolveu-se em vários projectos, entre os quais se destaca o ciclo Conversas No Museu, em que foram abordados temas como exclusão social e o racismo, que decorreram no museu de Etnologia em Lisboa, do qual foi coordenadora. 
Desenvolveu o projecto Brinca-se uma História onde assumiu o papel de contadora de histórias para crianças. 

## Obras Seleccionadas
Entre as obras traduzidas, escritas ou cuja publicação foi coordenada por ela, encontram-se: 
- 1993 - O leque de Lady Windermere de Oscar Wilde, editado pela Secretaria de Estado da Cultura
- 1996 - Sonho de uma noite de Verão, de William Shakespeare, editado pelo Teatro Nacional Dona Maria e INATEL [14][15]
- 1998 - Os demónios de Kraven, Alan Isler, editora Asa [16]
- 2003 - Estudos anglo-portugueses: livro de homenagem a Maria Leonor Machado de Sousa [17][18]
- 2006 - A essência das Religiões, Huston Smith, Lua de Papel [19]
- 2009 - Bartleby, Herman Melville, editora Presença, 2009 [20][21]
- 2011 - IQ84, Haruki Murakami (3 vol), Casa das letras [22]
- 2011 - C, Tom McCarthy, editora Presença [23]
- 2011 - Um Amor quase Perfeito, Sherry Thomas, Quinta Essência [24]
- 2011 - Amadeus, de Peter Schaffer, editado pela Bicho do Mato [25]
- 2011 - Pecado Eterno, Kay Hooper, Casa das Letras
- 2013 - Orgulho e Preconceito, Jane Austen, editora Presença (em colaboração) [26]
- 2013 - O Impiedoso País das Maravilhas e o Fim do Mundo, Haruki Murakami, Casa das Letras (em colaboração)
- 2013 - Austenlândia. À procura de Mr. Darcy, Shannon Hale, editora Presença [27]
- 2012 - Quando o Amor Acontece. Quinta-feira no Parque, Hillary Boyd, Clube do Autor
- 2014 - No Coração do Mar, Nathaniel Philbrick,  editora Presença (em colaboração)
- 2015 - Cartas de amor aos mortos,  Ava Dellaira, editora Presença
- 2016 - Endgame (3volumes), de James Frey e Nils Johnson-Shelton, editora Presença
- 2016 - Zero Desperdício, Bea Johnson, editora Presença (em colaboração)
- 2017 - Victoria, Daisy Goodwin,editora Presença
- 2018 - A Felicidade É para os Humanos, P. Z. Reizin, 2018, editora Presença
- 2018 - Lealdade a Toda a Prova, James Comey, editora Presença (em colaboração)

- 2009 - O Camareiro, de Ronald Harwood, Bicho do Mato [28]
- 2017 - A Cozinha, de Arnold Wesker, Livrinhos de Teatro AU/Livros Cotovia
- 2018 - Coroa de Amor e Morte, de Alejandro Casona, editora ORO
- 2018 - Inês de Castro, de Victor Hugo, editora ORO [29]